# 智者纳坦

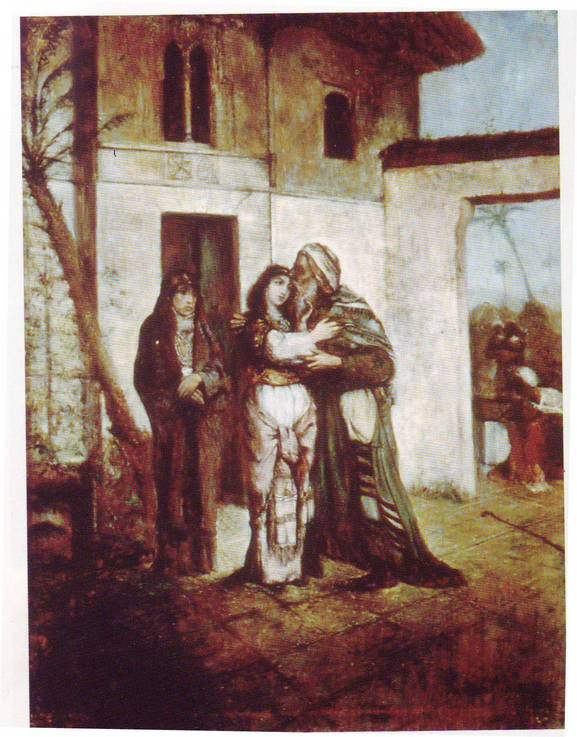
莱夏问候其父，1887年，莫里西·歌特里布

智者納坦（德語：Nathan der Weise）是德国诗人，戏剧家戈特霍尔德·埃弗拉伊姆·莱辛于1779年发表的五幕思想剧的标题和主角。该作品的主要主题是人文主义以及启蒙运动的宽容思想，其中第三幕中的“戒指寓言”特别有名。
作为莱辛的最后一部作品，《智者纳坦》的产生直接得益于莱辛与汉堡首席牧师葛茨（Johann Melchior Goeze）的神学论争，其结果是对莱辛实施部分出版禁令，因而莱辛将其神学思想融入了这部戏剧。在这部戏剧完成之前，莱辛致力于创作其主要哲学作品《人类的教育（Die Erziehung des Menschengeschlechts）》，然而莱辛对这部戏剧所需素材的关注可以追溯到1750年前后。
智者纳坦这个人物是莱辛为好友兼领导哈斯卡拉运动的思想家摩西·门德尔松设立的文学性的纪念碑。

## 外在形式
在结构上，《智者纳坦》属于古典戏剧，其中包含：
- 五幕结构（Gliederung in fünf Akte）
- 主角的醒悟（Wiedererkennen der Helden）
- 跨行（Enjambements）
- 分行争辩的对白（Stichomythie）
- 反问（Rhetorische Fragen）
- 对白人轮替（Sprecherwechsel）
- 情节最小化（Minimum an Handlung）
- 错格（Satzbrüche）
- 很少的舞台指示（Wenige Regieanweisungen）

莱辛为了戏剧的格律，选用了起源于英国的无韵诗，而他也是这个格律在德国的首次使用者。剧情分为五幕，其中又分出各场。
《智者纳坦》包含了悲剧和喜剧的元素，但尽管有着大团圆结局，它既属于喜剧也不是悲剧。情节的核心是戒指寓言，也就是对“真正”的宗教之疑问。

## 内容

### 前情
萨拉丁一个名叫阿萨德的弟弟是兄长和姐姐溺爱的一个具有骑士风度的青年，同时他也深受基督徒女士们的喜爱，所以，曾一度传言他在这方面有很暧昧的关系，此人一天外出就再也没有回家来，家人为他的不幸遭遇而陷入悲伤，虽然萨拉丁对此有不同判断：简而言之，阿萨德爱上了他在应许之地巴勒斯坦认识的一个基督徒女人，他本人改宗为基督徒，并作为她的丈夫随她到了德国，在那里为他生了一个儿子。这个美丽的女人姓施陶芬，丈夫似乎根据他妻子家族所属的一个城堡取名沃尔夫·封·菲尔耐克。当这个新骑士几年之后因无法忍受北国气候而带着年轻妻子返回东方时，便将男孩留给舅舅圣殿骑士康拉德·封·施陶芬承担教养之责。此后不久，妻子在东方生下一个女儿后便死去，父亲因必须与其他骑士一起奔向加沙要塞，而派他的马夫将女儿暂时托付给耶路撒冷的一个犹太人照管，他因多次救助这个犹太人而使之对其心怀感恩。此后不久，骑士在阿斯卡伦阵亡，女儿便留给了犹太人，即本剧的智者纳坦。
当这个外来的孩子被交给纳坦之时，他恰恰经受了一场可怕的考验。在狂热的基督徒进行的一场迫害犹太人的活动中，他的妻子连同七个前途无量的儿子避难寄居在他兄弟的房舍内，因这座房舍被纵火而烧死。纳坦三天三夜匍匐在尘埃和灰烬之中，在上帝面前绝望挣扎，时而发誓与基督徒不共戴天，时而谛听理性的柔和话语：这时这个女孩被带给了纳坦，他便将其接收下来，将这看作上帝示意他开始充满宽恕和爱的全新生活的暗示。他曾对自己的七个孩子怀有的爱抚，经升华和净化都转移到了这个外来女孩身上，很快他就把对她的教育当成此生最神圣的使命。作为犹太人，纳坦在犹太教之内超越了犹太教，进而达到了这样一种立场的境界：唯有人性、理性和道德才是宗教之本质，而教条、奇迹和奥秘只是外壳。智者虽未超前于时代剥去这些外壳，但一旦外壳内萌发的理性认识成熟，他便将之细心除去。他也按照这些原则教育女儿并相信他从犹太教出发使这个基督教孩子达到这个阶段并未背离义务，因其必然同样是理性的基督教教育之目标，虽然正如纳坦自己对基督教的了解，二者难以等价。
莱夏——布兰达·封·菲尔耐克现有的名字——在自认为是自己真正父亲的纳坦处受到最好教育时，比他大几岁的哥哥在德国逐渐长大成人，他听说过一些他父亲冒险般的生活经历却不确切。像他的舅父一样，他参加了圣殿骑士教团并用他舅父的姓取名库尔德·封·施陶芬，后来到应许之地参加对撒拉逊人的战斗。此处圣殿骑士急切等待着停火协定的终止。这时刻一来到，一队圣殿骑士们便试图攻占台布宁堡，但此役败北，20人被俘，其中19人遭到处决，唯库尔德奇迹般被苏丹萨拉丁恩赦。人们知道苏丹注意到这个年轻骑士跟他失踪多年的兄弟相貌相似，据称见到这个骑士时他的双眼饱含泪水。库尔德将自己视为苏丹的俘虏，在耶路撒冷和其他地方无所事事，因而怏怏不乐地东游西荡。

### 主要情节

#### 第一幕
此时莱夏被信以为真的父亲，富有智慧的犹太富商纳坦为了商务远行巴比伦，其离家期间，家中夜间突发火灾，莱夏险些遭遇不测。无所事事的圣殿骑士偶然从旁经过。听见大火中传来的求救呼喊，习惯于见义勇为的他救出了莱夏。然而他生性桀骜不驯，加之仍因作战失利情绪沮丧，不愿接受一切感谢，后来甚至固执粗暴地拒绝莱夏的陪伴达雅反复向他转述的邀请。
莱夏虽为养父教育得十分理智，但内心仍是少女，天性聪慧且富于想象力。另外她的基督徒陪伴达雅又给予她过量的滋养和激励。一个穿白色外套的男青年当她在浓烟之中失去知觉之时用强有力的臂膀将她从烈焰中抱出以后随即消失于人群当中，后来人们发现他时常在棕榈树下围绕圣墓盘桓，可并不愿向这家人发出任何信息，而在近来几周却根本不再露面。还未摆脱死亡惊恐的莱夏在幻想中将这青年男子变成天使，将白外套变成天使的翅膀，而这也自然毫不足怪她将自己的得救变成了一场奇迹。她的情况最终几近具有磁性的远望慧眼，闭上双眼似乎能够看见远方归途上的父亲。

关于家中失火一事，纳坦在途中就听人说过；关于女儿经历的危险和得救，他通过女仆获悉，随后又听到女儿自己的诉说。但同时他了解到女儿仍有陷入癫狂的危险，以及面临其被了解莱夏真实出身、故作虔诚姿态的长舌妇达雅告密的危险：即告发他让一个基督徒孩子远离其固有宗教的犹太人。纳坦主动应对这两个危险，对后者他以其机智和财富，即以礼物堵住达雅的嘴；而对前者则以智慧和善良，即用苏格拉底式的不恰当比喻让女儿睁开双眼看清楚自己头脑里的怪诞念头之荒唐无稽，甚至其有害和可鄙：这类比喻之顶点是金科玉律般的名言：
可你明白吗？
凝神空想比善良行动要容易得多呀！
你明白吗？懦弱的人才最喜欢凝神空想，
由此他们便可以不去行善，

尽管那时他们并没有清醒地意识到这种用心。（第一幕，第二场）
这时他的旧交兼棋友行乞僧阿尔·哈非走来跟他寒暄，纳坦大感意外这个愤世嫉俗的僧人竟成为苏丹的财政主管。阿尔·哈非的信念看来未曾改变，且对这个因萨拉丁挥霍般大方开销而难以形式的差使感到厌倦，并明确告诫其友纳坦提防宽厚的苏丹可能有意向借贷。
正当此时，久已销声匿迹的圣殿骑士突然又在棕榈树下露面了，不过纳坦在更衣之时便派出见圣殿骑士的达雅还没来得及走近，一个受大主教之命的助理修士便于圣殿骑士搭上了话。其实这个助理修士跟圣殿骑士的关系比他们自己知道的更为密切：他就是18年前将出生几周的孩子，即骑士的妹妹交给纳坦的马夫，此后因厌世而成为耶利柯附近的隐者。后来他仓惶逃脱入侵该地并摧毁其斗士的阿拉伯强盗的追杀，眼下一边等候塔楼的一处隐居地的下一个空缺，一边在耶路撒冷的一家修道院做助理修士，在此处大主教派与的各种差事并不投合这个老实人的胃口。现在让他向圣殿骑士转述的要求是，将一封报告大主教刺探到的萨拉丁作战部署的信送交法国菲利普国王。而更为严重的是，送达这封信的同时，如果萨拉丁像往常那样，轻车简从地去黎巴嫩见他的父亲，就偷袭干掉他。背叛甚至谋杀这个尽管在战争中是对手、但个人上却是救命恩人的人这样的要求，年轻的骑士不屑地拒绝了。在这种情绪之上，他比以往更加粗暴地拒绝了达雅再次让他过访犹太人之家的邀请。

#### 第二幕
在苏丹的皇宫里萨拉丁正与他的妹妹西妲对弈，接着展现了萨拉丁大度且毫无偏见的思考方式以及宫廷的财政困难。国库因埃及贡赋迟迟未到而陷入枯竭，结果是西妲公主用自己的私房积蓄支持整个苏丹宫廷的开支已达数月之久。借贷已无可避免，财政主管阿尔·哈非领命筹办此事，可他不知向谁告贷，因为萨拉丁尽管知名于慷慨的出钱人，却不一定按时还贷。这时苏丹突然想到阿尔·哈非经常向其称赞的纳坦。阿尔·哈非徒劳地以种种借口使朋友免受这场打击——他突然就将纳坦描绘成一个极其吝啬者。西妲察觉出阿尔·哈非的尴尬，便说服萨拉丁决定召见纳坦。
此时纳坦正去会见仍在棕榈树下漫步的圣殿骑士。年轻人的外貌很讨人喜欢，他的目光和步态勾起了纳坦的回忆，只是纳坦一时还不知道使他想起了谁。这自然是他早已辞世的朋友，即圣殿骑士的父亲。如事前预知，圣殿骑士方面的态度极其粗鲁冷漠。不过纳坦并非达雅，可没那么容易就能打败。纳坦的文雅和精神与骑士的傲慢和冷漠较量了一段时间，最终两人在宗教问题上同一种思想的基础上相遇时，骑士也就无法再抵抗了。他答应将拜访纳坦，去认识他的女儿。他向纳坦说出自己的名字和舅父的姓。纳坦了解两个家族的亲缘关系，了解两个姓的相互关联，现在他自认为他最初从年轻人外貌上所注意到的相似肯定与沃尔夫·封·菲尔耐克有关，而不可能是其他任何人。由于他同时还详细了解到圣殿骑士，即他女儿的救命恩人，因苏丹的恩赦而得以保全性命，故而苏丹召见他的通知正中其下怀，他乐于做苏丹可能要求他做的一切。而阿尔·哈非因未能将亟需钱的苏丹的注意力从朋友纳坦身上移开，自以为其毁灭就在眼前，便挂印去国，动身前往恒河边参加拜火教徒一伙。

#### 第三幕
圣殿骑士立即对莱夏的探望虽令双方十分满意，但产生了相反的影响：圣殿骑士因担心自己会萌发一种为其教团宣誓所不容许的激情，几乎是中断探访急忙离去；而莱夏则相反，她为她在仔细观察了圣殿骑士并与之交谈后自己情绪的平静感到不解，尽管她对他充满脉脉温情。虽然她还不知道圣殿骑士是她的兄长，但在她对他所怀有的平静、并非心潮澎湃的爱慕中却显露出一种她自己还没有察觉的预感。
在苏丹的会见厅里正准备着一场与纳坦的戏，萨拉丁对长于心计的妹妹驱使他扮演的狐狸角色不无羞愧感：他要给纳坦设置一个圈套，提出一个看似与钱完全不沾边的、关于最优秀宗教的问题。不论纳坦怎么回答这个问题，都必然落入苏丹手中。
纳坦像《十日谈》中的麦启示德那样通过讲三指环寓言挣脱了圈套。与《十日谈》中情节不同的是，萨拉丁只是惊叹纳坦借以逃出为他所设的陷阱的机智和沉着冷静，他没有对纳坦动用暴力，而是坦诚说出了自己的需求并获得了成为其朋友的纳坦自愿提供的贷款。萨拉丁为戒指寓言的深刻内涵所震撼，认识到纳坦深为理解同样也活动于他自己内心的一种宗教理念；强取这样一个人的钱悖逆他的心愿，以至于他声称只是跟他交个朋友，让他离去；而纳坦则借口为了可靠投放他的现金，一定要将苏丹本决心以诡计和强暴得到的钱提供给他。苏丹接受了这些钱，由于埃及的贡奉到达便很快能够偿还纳坦处的债务。在谈话中，纳坦提到救过其女的圣殿骑士，使萨拉丁想起了这个被他豁免的年轻人，让纳坦将这个人送来见他。这时圣殿骑士正进行艰难的思想斗争，苦苦反思自己新产生的激情，最终还是做出了大胆的决定，喜悦地期待着在棕榈树下与纳坦相见。
他回绝了纳坦让他一起进入纳坦家中的要求，不愿见到莱夏，除非其父保证能让他永远看着她。在纳坦还不解其意的时候，无法控制自己情感的圣殿骑士扑向他，把他当成自己的父亲拥抱着。这时纳坦没将儿子，而是以亲爱的年轻人相称，犹如一瓢冷水浇在了热血沸腾的年轻人头上。纳坦本要唤女儿出来，却对他的求婚表示疑虑，先要弄清他的父亲是哪个施陶芬等等情况。骑士以为一切都是托辞，其背后是纳坦作为犹太人不愿将自己的女儿嫁给基督徒，他也当然不可能料想到，他的相貌跟沃尔夫·封·菲尔耐克极其相像，这使人猜测他并非像他自称的那样是康拉德·封·施陶芬的儿子而是菲尔耐克的儿子，因而也就是莱夏的哥哥。这些疑虑让纳坦非常为难，他提出暂且等一段时间再说，并恳切声明并没有拒绝骑士的任何要求，但这全属徒劳。纳坦离去后，圣殿骑士因爱情狂躁不安，感到自尊受到伤害，且满腹狐疑。处在这样的心境之下，达雅听到主人对骑士的求婚所制造的麻烦以后，再也无法保守莱夏真实出身的秘密，使得骑士的怒气得到了宣泄的机会：怎么？这个犹太人并不是她的父亲，却不愿把她一个基督徒嫁个另一个基督徒，甚至还向她本人隐瞒她是基督徒的事实？假若大主教肯帮忙的话会有制服他的办法的。

#### 第四幕
当这些激愤将他很快领到修道院回廊的时候，忠厚的助理修士向他发出警告，可是徒然，因为大主教来了。所幸者是，圣殿骑士对此人并无好感，且此人再次重申为拯救全体基督徒而进行出卖和谋杀这种为他所拒绝的卑劣勾当。圣殿骑士向他陈述了一个犹太人将基督徒女孩教育成犹太教徒的事件，但仅是作为一个假设个案和问题，并未指名道姓，这时大主教急切地盘根问底，全然不理睬介绍中关于该犹太人为基督徒女孩尽瘁所做的一切，而冷酷地反复说：“这犹太人当受火刑！”这让圣殿骑士完全清醒了过来，他不愿再与大主教有任何瓜葛，准备接受萨拉丁的召见。
为一幅由西妲找出的已故兄弟画像而幸福不已的萨拉丁将圣殿骑士当成在他生命之秋送给他的一个英气勃发的年轻阿萨德接待，并要求该年轻人在他身边生活，不论是当基督徒还是穆斯林完全随其所愿。年轻人愉快地答应了这个要求。
萨拉丁惊讶地听到圣殿骑士与纳坦之间的情况并不像他听到纳坦讲话之后所设想的那样，而其原因是求婚遭拒。他极不悦地听到年轻人在激愤之中走访大主教之举，接着他便对圣殿骑士的愿望作出最好的承诺让他离去。在帷幕之后旁听了兄长与圣殿骑士谈话的西妲也为骑士与画像相似而感到震撼，她作为女性对圣殿骑士与莱夏的结合十分关切，以助于她游说萨拉丁允许她以适当借口将姑娘接到她处。
大主教眼下并未忘却圣殿骑士的提示，派出助理修士探查犹太人及其收养的基督徒孩子的事，由于助理修士正是将骑士的女儿转交纳坦的那个人，他当然知道此事与谁有关。他急忙赶到纳坦那里提醒关注此事，告诫说，一个圣殿骑士已将此事告知大主教。他还交给纳坦一本他已故主人托他保存，上面记载着主人亲属的祈祷书，使纳坦终于弄清圣殿骑士的出生，证明纳坦的推断是正确的：圣殿骑士是菲尔耐克之子，亦即莱夏的胞兄。

#### 第五幕
圣殿骑士看到助理修士离去后内心揣揣不安，固然他在大主教那里并未提到纳坦的名，可仍请求纳坦原谅他所做的事，他解释道，这是由于纳坦冷漠规避的态度给予他的伤害，并再次向姑娘提出求婚，不论她是基督徒还是犹太教徒，不论她是纳坦的还是别人的女儿。但现在纳坦提到姑娘还有一些亲属，特别提到她的一个兄弟：求婚须征得这些人的同意。于是圣殿骑士又感到惊愕，他对这个兄弟更是大为光火，尽管纳坦明确暗示圣殿骑士本人就是这个兄弟。为了会晤这个兄弟，他们前往苏丹皇宫，在西妲住处见到莱夏，后来萨拉丁也来到这里；现在一切清楚了，圣殿骑士与莱夏兄妹相认，前者开始不免感到惊诧；萨拉丁和西妲承认他俩是已故兄弟的儿女。于是犹太人、基督徒和穆斯林作为重新相认的一个家族的成员相互拥抱。

### 接受和影响
寻找德语资产阶级戏剧的过程中，莱辛受到了法国百科全书派哲学家德尼·狄德罗之思想的强烈影响，因此他将狄德罗的《自然之子（Le Fils naturel ou les Épreuves de la vertu, comédie suivie des Entretiens sur le Fils naturel）》译成德文，成为《智者纳坦》的范本。莱辛赞赏狄德罗的戏剧改革，特别是他废除了庄园条款，取消了戏剧人物的英雄本色，并在戏剧中使用平实的语言。

## 戒指寓言
故事的中心围绕着戒指寓言（德语：Ringparabel）展开。萨拉丁问哪一个宗教才是代表真理，納坦说了讲述了这样一个故事：有一枚传家之宝的戒指，它拥有能使人欣悦上帝和人类的能力，戒指一代一代由父亲传给他最喜欢的儿子。戒指传到一个有三个儿子的父亲，这位父亲不分伯仲的爱着他的三个儿子，并承诺将这枚戒指传给所有的儿子。因此他仿照做了另外两枚十分逼真的假戒指，并在临死前交给每个儿子一枚。
兄弟们对于谁拿到了真的戒指争吵不休。一位智慧的法官告诉他们目前没有办法鉴别真假，或者说着三枚都是假的，而真正的戒指早就在很久之前就已经遗失。唯一能辨别的方法就是让他们各自持有戒指生活来证明他们戒指的能力，真正能欣悦上帝和人类的一生，而并非坐等期待戒指的魔力显现。納坦用这个故事借喻宗教，告诉生活在宗教下的我们从尊重中得到收获。

## 背景
納坦这个角色的原型很大一部分是莱辛的毕生好友-著名哲学家摩西·门德尔松。莱辛本人和其好友都非常喜爱下棋，于是他安排智者納坦和萨拉丁在棋盘上相遇。

## 社会接受
1779年10月15日，《智者纳坦》在曼海姆首次演出，但并未公开。1783年，该剧在柏林Döbbelin剧院（Döbbelinsches Theater）的正式首演没有达到观众的预期。根据Thorsten Meier的说法，其“一直是缺乏行动，有时冗长，有时对话又非常反思性，其中有一些感性的东西和该剧的庄严提升”，这些阻止了观众的身临其境。随着奥古斯特·威廉·伊夫兰德在1802年的和歌德在魏玛的演出，该剧首次在舞台上取得成功。
虽然本作品属于教育典籍。但在纳粹时期被禁止演出，并从学校中消失。对宗教宽容的呼吁与对纳坦这一楷模形象的描绘，与纳粹的意识形态背道而驰。1945年后，《智者纳坦》再度回归德语课的书目，至今都被认为是文学经典。

## 影视化
1922年，该剧由犹太电影导演曼弗里德·诺亚翻拍，片名亦作《智者纳坦》。第二次世界大战后，无声电影被一度认为已经失传。慕尼黑电影博物馆在莫斯科发现了它，进行了精心的修复工作后在2006年发行了DVD。2009年，该片赋予了新的原声带，在德法公共电视台进行了高清播放。
其他改编电影来自卡尔·海因茨·斯特鲁（1956年）、赫尔曼·兰斯克和利奥波德·林德伯格（1964年）、弗朗茨·彼得·沃思（1967年）、弗里多·索尔特和维拉·洛布纳（1969年，民主德国）、奥斯瓦尔德·多普克（1979年）、弗里多·索尔特和玛戈·蒂雷特（1989年，民主德国）和乌韦·埃里克·劳芬伯格（2006）。